# Бєсєдін Микола Олександрович
Бєсєдін Микола Олександрович (нар. 10 листопада 1929) - доктор економічних наук, професор, заслужений працівних освіти України, завідувач кафедри менеджменту організацій Харківського національного аграрного університету імені В. В. Докучаєва.

## Біографія
Микола Олександрович народився 10 листопада 1929 року в с. Новоіванівка (нині Лозівський район) Харківської області.
У 1958 році закінчив Харківський сільськогосподарський інститут ім. В. В. Докучаєва.
З 1964 року працював начальником науково-дослідного сектора Харківського сільськогосподарського інституту.
У 1965 році  захистив кандидатську дисертацію з удосконалення технології й організації виробництва в землеробстві Харківського сільгоспінституту.
У 1971 році начальник науково-дослідного сектору.
У 1987 році завідувач кафедри в АПК.
У 1991 році захистив докторську дисертацію, отримав  науковий ступінь доктора економічних наук.
У 1992 році професор Харківського сільськогосподарського інституту ім. В. В. Докучаєва.

## Праці
Напрямки наукової діяльності: методологічні та практичні основи оцінно-ситуаційного підходу до вивчення організаційно-управлінської ситуацій з метою прийняття кваліфікаційних рішень.
Основні праці Микола Олександровича:
- Экспертная экспресс-оценка деятельности арендно-подрядных коллективов. Хоз. расчет в с.-х. предприятиях: справочник. Киев, 1990.
- Основы менеджмента: оценочно-ситуационный подход. Практикум. Харьков, 1995.
- Экспертная экспресс-оценка менеджерских ситуаций. Бизнес-информ. 19967.  № 5.
- Практикум по менеджменту: оценочно-ситуационный подход. Белгород, 1999.

## Відзаки та нагороди
- трудова відзнака Міністерства аграрної політики України;
- почесне звання «Відмінник аграрної освіти»;
- диплом і стипендія ім. М. І.  Туган-Барановського  (2006);
- нагрудний знак «Вища школа» за відмінні успіхи в роботі;
- 2 медалі за сумлінну працю;
- 3 медалі за перемогу у Великій вітчизняній війні 1941-1945 рр.